# Medalla David Octavius Hill
La Medalla David Octavius Hill es un premio de fotografía otorgado desde 1955 por la Deutsche Akademie Fotografische en honor del fotógrafo David Octavius Hill. Se concede cada tres años y el valor del premio es 5.000 Euros

## Premiados
Esta es la relación de premiados
- 2019, Ute y Werner Mahler
- 2015, Viviane Sassen
- 2012, Gabriele y Helmut Nothhelfer, Hansi Müller-Schorp
- 2009, Joakim Eskildsen, Cia Rinne
- 2005, Bernhard Prinz
- 2002, Alex Webb
- 1999, Dieter Appelt
- 1996, Gottfried Jäger
- 1994, Jürgen Heinemann, Klaus Kammerichs
- 1990, Stefan Moses
- 1988, Joan Fontcuberta
- 1986, John Hilliard
- 1984, Robert Häusser
- 1983, Helmut Gernsheim
- 1981, Peter Keetman
- 1979, Fritz Brill, Kurt Julius
- 1978, Heinz Hajek-Halke, Willi Moegle
- 1974, Fritz Kempe
- 1973, J.A. Schmoll
- 1972, Regina Relang
- 1971, Édouard Boubat
- 1970, Allan Porter
- 1969, Liselotte Strelow
- 1968, Fritz Gruber
- 1967, Paul Strand
- 1966, Martin Hürlimann
- 1965, Otto Steinert
- 1964, Herbert List
- 1958, Erna Lendvai-Dircksen
- 1957, Albert Renger-Patzsch
- 1955, Walter Hege, Carl Adolf Schleussner, Erich Stenger, Bruno Uhl